# 约瑟夫·维森鲍姆
约瑟夫·维森鲍姆（德語：Joseph Weizenbaum，1923年1月8日—2008年3月5日）是一位德裔美国计算机科学家。他是麻省理工大学的荣休教授。维森鲍姆奖以他的名字命名。

## 生平
维森鲍姆出生于德国犹太家庭，1936年一月逃离纳粹德国和其家人一起抵美。他于1941年在底特律的韦恩州立大学学习数学。1942年他中断学业加入美国陆军航空队。因为亲敌身份他被拒绝加入密码学工作。战后他重新回到韦恩大学并于1948年取得数学学士学位。
1964年他在MIT取得一个职位。1966年他发表了一个简单的名为ELIZA的机器人小程序。通过一个名为DOCTOR的脚本此程序人类可以和其以极类似心理学家的方式交谈。

## 著作
- "ELIZA — A Computer Program for the Study of Natural Language Communication between Man and Machine," Communications of the Association for Computing Machinery 9 (1966): 36-45.[1]
- Computer Power and Human Reason: From Judgment To Calculation, San Francisco: W. H. Freeman, 1976 ISBN 0-7167-0464-1